# Општина Кичево
Општина Кичево је једна од 13 општина Југозападног региона у Северној Македонији. Седиште општине је истоимени град Кичево.
Године 2013. општина Кичево је значајно повећана прикључењем 4 суседне сеоске општине (Вранештица, Другово, Зајас и Осломеј).

## Положај
Општина Кичево налази се у западном делу Северне Македоније. Са других страна налазе се друге општине Северне Македоније:
- север — Општина Гостивар
- североисток — Општина Македонски Брод
- исток — Општина Пласница
- југоисток — Општина Крушево
- југ — Општина Демир Хисар
- југозапад — Општина Дебарца
- запад — Општина Дебар
- северозапад — Општина Маврово и Ростуша

## Природне одлике
Рељеф: Општина Кичево заузима виши део поречја реке Треске, познат као Кичевија. Средишњи део општине заузима долина омање Кичевске реке. Источно и западно од реке налазе се брда и планине Бистра и Коњаник. На југу општине издиже се Илинска планина, а на крајњем западу Стогово.
Клима у општини влада оштрија варијанта умерене континенталне климе због знатне надморске висине. На планинама влада планинска клима.
Воде: Најважнији токови у општини су река Треска и њена највећа притока, Кичевска река, а сви мањи водотоци су њихове притоке.

## Становништво
Општина Кичево на основу последњег пописа из 2002. г. има 56.739 ст., од чега у седишту општине, граду Кичеву, 27.067 ст. (48%). Општина је средње густо насељена.
Национални састав:
Национални „нове општине Кичево“ по попису из 2002. године је:
|           | Број   | Постотак |
| Укупно    | 56.739 | 100%     |
| Македонци | 20.278 | 35,7%    |
| Албанци   | 30.932 | 54,5%    |
| Турци     | 2.998  | 5,3%     |
| Роми      | 1.631  | 2,9%     |
| остали    | 900    | 1,6%     |

Национални „старе општине Кичево“ по попису из 2002. године био је:
|           | Број   | Постотак |
| Укупно    | 30.138 | 100%     |
| Македонци | 16.140 | 53,6%    |
| Албанци   | 9.202  | 30,5%    |
| Турци     | 2.430  | 8,1%     |
| Роми      | 1.630  | 5,4%     |
| остали    | 736    | 2,4%     |

Претежна вероисповест је ислам, а мањинска православље.

## Насељена места
У општини постоје 80 насељених места, једно градско (Кичево), а осталих 79 са статусом села:
| - Кичево - Атишта - Арханђел - Бачишта - Белица - Бериково - Бигор Доленци - Брждани - Букојчани - Видрани - Вранештица - Гарани - Големо Црско - Горња Душегубица - Горње Строгомиште - Горњи Добреноец | - Грешница - Длапкин Дол - Доња Душегубица - Доње Строгомиште - Доњи Добреноец - Другово - Дупјани - Ехловец - Жубрино - Зајас - Иванчишта - Извор - Јаворец - Јагол - Јагол Доленци - Јудово | - Карбуница - Кладник - Кленоец - Кнежино - Козица - Козичино - Колари - Колибари - Крушица - Лавчани - Лазаровци - Лешница - Малкоец - Мало Црско - Манастирско Доленци - Мамудовци | - Мидинци - Миокази - Ново Село - Осломеј - Осој - Орланци - Папрадиште - Патец - Подвис - Попоец - Пополжани - Поповјани - Премка - Прострање - Рабетино - Раштани | - Речани-Зајаско - Речани-Челопечко - Светораче - Свињиште - Србица - Србјани - Староец - Стрелци - Тајмиште - Трапчин Дол - Туин - Ћафа - Цер - Црвивци - Челопеци - Шутово |  |

## Познате личости
- Анђелко Алексић, српски четнички војвода у Старој Србији и Македонији
- Мирко Милевски, учесник Народноослободилачке борбе и народни херој Југославије
- Весна Милошевић, рукометашица
- Трајко Митровић – Копоран Чауш, српски четнички војвода у Старој Србији и Македонији